# Västansjösjön, Dalarna
Västansjösjön är en sjö i Borlänge kommun i Dalarna och ingår i Dalälvens huvudavrinningsområde. Sjön är 14 meter djup, har en yta på 0,045 kvadratkilometer och befinner sig 138 meter över havet.